# 赤駒創世
赤駒創世（日语：レッドジェネシス），是日本純種競賽馬匹。生涯活躍於中距離賽事，曾於2021年勝出京都新聞盃，及於神戶新聞盃中跑獲第二。

## 出賽前
2018年3月17也出生於北海道安平町北部牧場，成長途中於一口馬主俱樂部Tokyo Racing Co. Ltd.進行馬主募集。
其後交由栗東訓練中心練馬師友道康夫訓練。

### 2歲
2020年7月19日出戰阪神競馬場2歲新馬戰，比賽途中於中後方位置逐步上前，最最後彎道開始發力加速，但仍然於直路上敗於對手以第三落敗。
其後於兩場2歲未勝利戰分別以第三及第四完賽後，終於在12月5日的2歲未勝利中一直緊守好位，最終於直路上爆發末腳速度取得首勝。

### 3歲
2021年年初以小倉蘭賞作為年度首戰，一直維持於第二的位置下在築路未能維持走勢，最終失速下以第六落敗。
其後調整同級別的雪柳賞，比賽初段留守於後方下在對面直路中後段開始上前，於最後彎道進佔第三的先頭位置。進入直路後，其仍然有足夠餘力在中檔位置透出加速，最終拉開第二名四馬位取得勝利。
5月8日出戰二級賽京都新聞盃，落後良血馬節慶狂歡及大寒櫻賞冠軍Machaon d'Or取得塞第三人氣。比賽初段，其順利進佔中團的有利位置，於第三彎道中段開始逐步上前取位。進入直路後，其仍然可以保持優秀的衝勢不斷迫近前方賽駒，最終亦能追上領放的節慶狂歡取得首個分級賽勝利，同時亦為鞍上騎師川田將雅帶來中央第1600場頭馬及練馬師友道康夫帶來中央第600場頭馬。
其後按照計劃以東京優駿（日本打吡）作為目標，然而於比賽初段隨即漏閘需要留後追趕，進入直路後縱然於內欄位置加速亦無濟於事，最終以第十一大敗。
休養過後於神戶新聞盃復出，面對爛地其選擇以留後的方式展開賽事，於比賽中段稍為發力上前。進入直路後，其於內欄位置展開加速逐步透出，曾經一度取得領先的優勢，可惜最終仍然被勢頭猛烈的星光速超越以第二落敗。
其後出戰菊花賞，雖然賽前取得第一人氣的支持，但於比賽途中一直處於後方位置無法突破，最終以第十三大敗。

### 4歲
2022年首戰為京都紀念，比賽初段選擇留後下在第三彎道變奏追至中團位置，但於第四彎道時再度墮後，於直路未能修復失地下以包尾第十三大敗。
其後以大阪盃作為目標，再度以留後戰術展開賽事下未能於直路衝出迫近前方賽駒，毫無加速勢頭取得第十三。
進入夏季其未有前往放草並繼續出戰賽事，但最終於七夕賞及福島紀念中分別以第十五及第十六大敗。
進入秋季，縱然其改變目標出戰表列賽及公開賽，但仍然無法做出任何突破，於泥地賽事老人星錦標中取得第十二。

### 5歲
進入2023年，其於大部份時間均處於休養狀態，同時於其中的時間被施行閹割手術。
11月18日出戰時隔1年的賽事仙女座錦標，最終以第十二落敗。
其後選擇二級賽長途馬錦標，但未能於直路加速下再度取得第十二的戰績。

### 6歲
2024年年初被安排轉廄，進入小林真也馬房訓練。
2月再度轉戰泥地出戰仁川錦標，然而適性完全不足下跑獲第十五。
3月10日出戰金鯱賞作為調整，但最終以第九的戰績落敗。
其後陣營決定安排其退役，並於3月16日取消日本中央競馬會的賽駒註冊。

### 詳細賽績
| 日期       | 舉辦國家 | 馬場 | 距離   | 級別 | 賽事名稱   | 負重 | 騎師     | 馬號 | 出馬 | 名次 | 時間   | 頭馬（二馬）      |
| ---------- | -------- | ---- | ------ | ---- | ---------- | ---- | -------- | ---- | ---- | ---- | ------ | ----------------- |
| 19/7/2020  | 日本     | 阪神 | 草2000 |      | 2歲新馬    | 54   | 福永祐一 | 3    | 12   | 3    | 2:04.8 | 適度              |
| 22/8/2020  | 日本     | 小倉 | 草1800 |      | 2歲未勝利  | 54   | 福永祐一 | 6    | 16   | 3    | 1:48.4 | Sound Warrior     |
| 22/11/2020 | 日本     | 阪神 | 草1800 |      | 2歲未勝利  | 55   | 川田將雅 | 10   | 13   | 4    | 1:47.0 | Eikai Phantom     |
| 5/12/202   | 日本     | 阪神 | 草1800 |      | 2歲未勝利  | 55   | 川田將雅 | 9    | 11   | 1    | 1:47.5 | （It's My Dream） |
| 20/2/2021  | 日本     | 東京 | 草2000 |      | 小倉蘭賞   | 56   | 川田將雅 | 12   | 14   | 6    | 2:00.8 | Rain from Heaven  |
| 13/3/2021  | 日本     | 阪神 | 草2400 |      | 雪柳賞     | 56   | 川田將雅 | 9    | 11   | 1    | 2:27.9 | （Libre Minoru）  |
| 8/5/2021   | 日本     | 中京 | 草2200 | GII  | 京都新聞盃 | 56   | 川田將雅 | 10   | 11   | 1    | 2:11.2 | （節慶狂歡）      |
| 30/5/2021  | 日本     | 東京 | 草2400 | GI   | 東京優駿   | 57   | 橫山典弘 | 4    | 17   | 11   | 2:23.6 | 大帝              |
| 26/9/2021  | 日本     | 中京 | 草2200 | GII  | 神戶新聞盃 | 56   | 藤岡康太 | 7    | 10   | 2    | 2:18.0 | 星光速            |
| 24/10/2021 | 日本     | 阪神 | 草3000 | GI   | 菊花賞     | 57   | 川田將雅 | 5    | 18   | 13   | 3:06.3 | 領銜              |
| 13/2/2022  | 日本     | 阪神 | 草2200 | GII  | 京都紀念   | 56   | 藤岡康太 | 10   | 13   | 13   | 2:13.8 | 非洲寶金          |
| 3/4/2022   | 日本     | 阪神 | 草2000 | GI   | 大阪盃     | 57   | 藤岡康太 | 2    | 16   | 13   | 1:59.4 | 菜圃向榮          |
| 10/7/2022  | 日本     | 福島 | 草2000 | GIII | 七夕賞     | 56.5 | 三浦皇成 | 7    | 16   | 15   | 1:59.7 | 真身              |
| 4/9/2022   | 日本     | 新潟 | 草2000 | GIII | 新潟紀念   | 56.5 | 內田博幸 | 3    | 18   | 16   | 2:00.4 | 空手道            |
| 27/11/2022 | 日本     | 阪神 | 泥2000 | OP   | 老人星錦標 | 56.5 | 藤岡康太 | 10   | 16   | 12   | 2:06.2 | 盈寶奇嶽          |
| 18/11/2023 | 日本     | 京都 | 草2000 | L    | 仙女座錦標 | 57   | 小崎綾也 | 6    | 16   | 12   | 2:00.9 | 大怪奇            |
| 2/12/2023  | 日本     | 中山 | 草3600 | GII  | 長途馬錦標 | 57   | 小崎綾也 | 8    | 16   | 12   | 3:47.8 | 鐵甲巴魯          |
| 24/2/2024  | 日本     | 阪神 | 泥2000 | L    | 仁川錦標   | 56   | 角田大和 | 10   | 16   | 15   | 2:08.9 | 大信雙魚          |
| 10/3/2024  | 日本     | 中京 | 草2000 | GII  | 金鯱賞     | 57   | 角田大和 | 13   | 13   | 9    | 1:59.5 | 先見              |

## 退役後
退役後，由於赤駒創世經已接受閹割，所以不能進行配種工作，因而前往岡山縣吉備中央町Thoroughbred Training Japan休養。
2024年12月，其被轉移至長崎縣長崎市長崎流鏑馬保存會旗下的牧場繼續休養，進行養老生活。

## 血統簡介
父系大震撼爲日本賽駒，爲日本賽馬史上第二匹無敗三冠馬，生涯出戰十四場賽事僅得兩場未能勝出，退役後配種成績亦極爲優秀。祖父週日寧靜是美國三冠賽雙軍馬，退役後在日本配種，在日本馬壇相當成功，贏得多項分級賽事，其子嗣贏得巨額獎金。
母系Ryzhkina是愛爾蘭馬匹，生涯無出賽記錄。外祖父爲美國著名種馬雷貓，爲1990年代最具代表性的種馬之一。

### 血統表
| 父線：週日寧靜系（Halo系）       |                         |              |                 |
| 種馬 大震撼 2002年（棗色）       | 週日寧靜 1986年（棕色） | Halo         | Hail to Reason  |
| 種馬 大震撼 2002年（棗色）       | 週日寧靜 1986年（棕色） | Halo         | Cosmah          |
| 種馬 大震撼 2002年（棗色）       | 週日寧靜 1986年（棕色） | Wishing Well | Understanding   |
| 種馬 大震撼 2002年（棗色）       | 週日寧靜 1986年（棕色） | Wishing Well | Mountain Flower |
| 種馬 大震撼 2002年（棗色）       | 風中秀髮 1991年（棗色） | Alzao        | 利法爾          |
| 種馬 大震撼 2002年（棗色）       | 風中秀髮 1991年（棗色） | Alzao        | Lady Rebecca    |
| 種馬 大震撼 2002年（棗色）       | 風中秀髮 1991年（棗色） | Burghclere   | Busted          |
| 種馬 大震撼 2002年（棗色）       | 風中秀髮 1991年（棗色） | Burghclere   | Highclere       |
| 繁殖雌馬 Ryzhkina 2008年（栗色） | 雷貓 1983年（深棗色）   | 雷鳥         | 北地舞人        |
| 繁殖雌馬 Ryzhkina 2008年（栗色） | 雷貓 1983年（深棗色）   | 雷鳥         | South Ocean     |
| 繁殖雌馬 Ryzhkina 2008年（栗色） | 雷貓 1983年（深棗色）   | Terlingua    | 秘書處          |
| 繁殖雌馬 Ryzhkina 2008年（栗色） | 雷貓 1983年（深棗色）   | Terlingua    | Crimson Saint   |
| 繁殖雌馬 Ryzhkina 2008年（栗色） | Lucky 2001（棗色）      | 鞍匠井       | 北地舞人        |
| 繁殖雌馬 Ryzhkina 2008年（栗色） | Lucky 2001（棗色）      | 鞍匠井       | Fairy Bridge    |
| 繁殖雌馬 Ryzhkina 2008年（栗色） | Lucky 2001（棗色）      | Zummerudo    | Habitat         |
| 繁殖雌馬 Ryzhkina 2008年（栗色） | Lucky 2001（棗色）      | Zummerudo    | Ampulla         |
| 雌系：號族：7                    |                         |              |                 |
| 五代內近親交配：北地舞人 5×4×4   |                         |              |                 |

## 命名由來
名字中，Red（レッド）為馬主Tokyo Horse Racing Co. Ltd.之冠名，出自其綵衣的顏色紅色，Genesis（ジェネシス）即是《希伯來聖經》中的第一卷《創世記》，聯想自創世駒的名字，香港結合兩部分，翻譯為「赤駒創世」。

## 外部連結
- 赤駒創世 netkeiba.com
- 血統簡介